# 龙泉山 (成都)

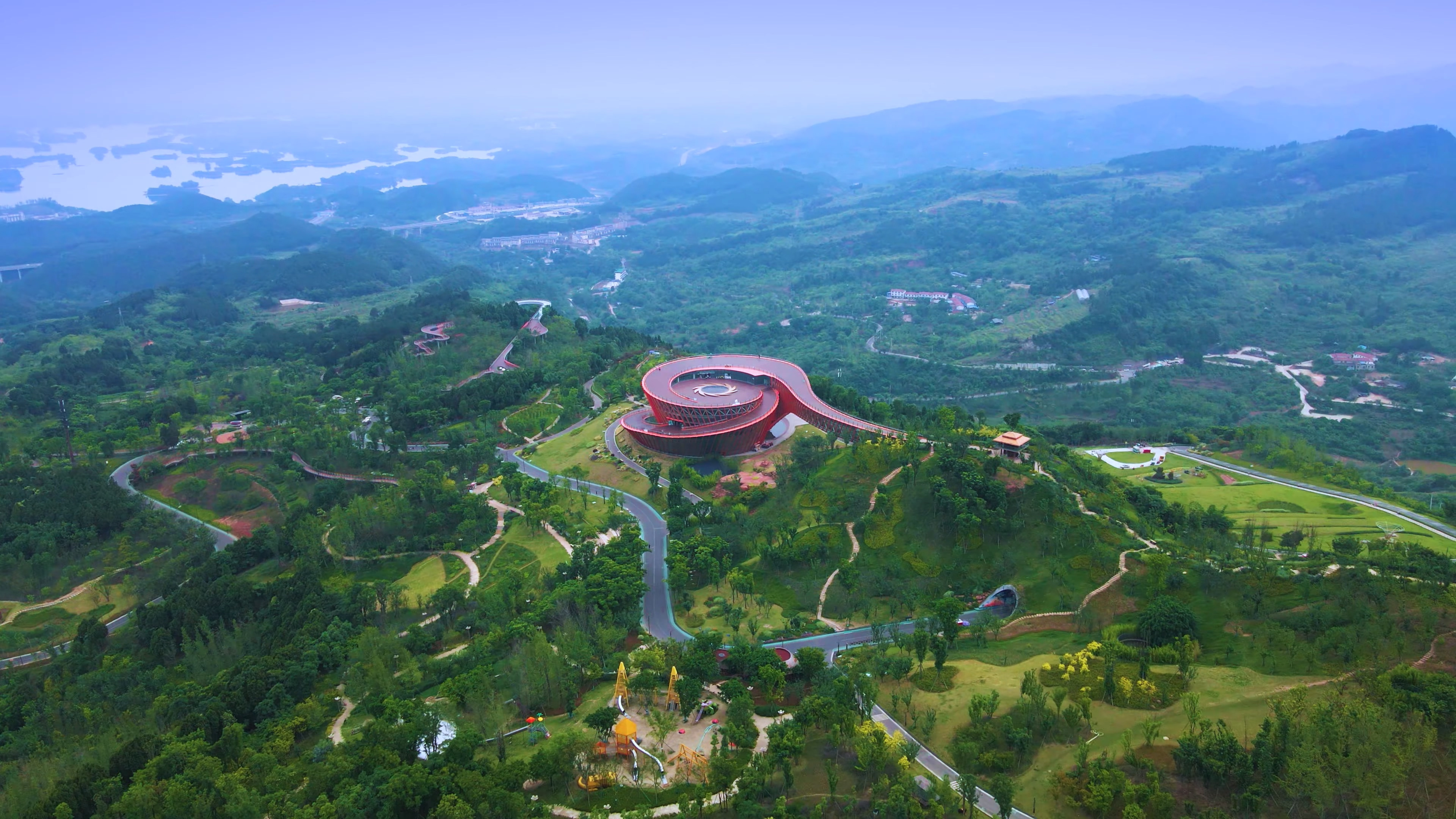
丹景台，龙泉山城市森林公园

龙泉山北起绵阳市安州区，南到乐山市井研县，是成都平原和川中丘陵的分界线。长约210公里，宽约10-18公里。经过绵阳市、德阳市、成都市、眉山市、乐山市五个地级市。龙泉山脉属亚热带湿润季风气候，年平均气温16.6℃，年降水量993-1181mm，无霜期287天，年均日照时数1140-1261h。

## 断层
龙泉山断裂带上曾经发生过小型地震，1967年仁寿县大林场（今成都市双流区大林镇）的5.5级地震是该地区有记录以来最大地震，震源深度4公里。龙泉山断裂带分为东坡断裂带、西坡断裂带。西坡断裂带北起中江，经过金堂、龙泉驿，到达乐山市新桥镇。龙泉山东坡断裂带北起中江县杰新场，经金堂县淮口镇、仁寿到童家场。

## 龙泉山城市森林公园
成都市计划打造龙泉山城市森林公园，包含金堂县、青白江区、龙泉驿区、简阳市、双流区在内将建设油橄榄主题园、金堂山森林公园、龙泉驿区生态移民区植被恢复、青白江杏花村森林公园等等。